# Lanterloo

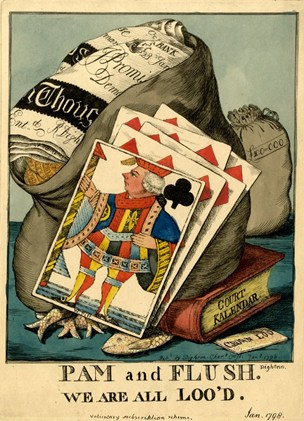
„Pam-Flush“ – vier Karten derselben Farbe, dazu der „Pam“ (♣B)

Lanterloo oder Loo ist ein englisches Stichspiel aus dem 17. Jahrhundert von der Trumpf-Gruppe, von dem viele Varianten bekannt sind. Es gehört zu einer Reihe von Kartenspielen, zu denen Nap, Euchre, Rams, L'Hombre und Maw (Spoil Five) gehören. Es gilt als Abwandlung vom klassischen All Fours, einem anderen englischen Spiel, möglicherweise niederländischen Ursprungs, bei dem die Spieler ihre Karten nach jeder Runde durch Ziehen neuer Karten auffüllen.

## Geschichte
Unter verschiedenen Schreibweisen, wie den französischen Formen Lenterne, Lenturlu, Looterlu (was etwa „Quatsch“ bedeutet, ein bedeutungsloses Wort, das dem in Schlafliedern verwendeten „Lullay“ oder „Lulloo“ entspricht), gelangte das Spiel vermutlich mit der Wiederherstellung der Monarchie 1660 aus Frankreich nach England. In Frankreich hieß es ursprünglich Mouche („Fliege“), was auch die Bezeichnung für den Fünf-Karten-Flush in diesem Spiel war und sich auf den Vier-Karten-Flush in Lanterloo bezog. Auch Langtrillo genannt in seiner ursprünglichen Form und später einfach Loo (im Norden Englands bis 1860 auch Lant genannt), höchstwahrscheinlich, weil es sich durch die Hinzufügung neuer Regeln zu einer ausgefeilteren Spielform entwickelt hat, könnte es auch aus den Niederlanden nach England gebracht worden sein. Im Nederland, hieß es „Lanterlu, Lanturlu“ oder „Lenterlui“; im Norddeutschland „Lenter“ oder „Bester Bube“. 1678 verzeichnet eine niederländische Zeitschrift eine Liste von Spielen, darunter Verquere, Karnöffel, Poch, Krimpen, Lansquenet, Triomphe, Piquet, La Bête „und das elende ‚Lanterlu‘, das in Mode ist.“
Wie auch immer es in Großbritannien eingeführt worden war, um die Wende zum 18. Jahrhundert war es bereits das beliebteste Kartenspiel Englands. Die Spielregeln von Lanterloo werden 1674 von Charles Cotton veröffentlicht und in nachfolgenden Ausgaben von The Compleat Gamester aufgeführt, während eine Beschreibung aus dem späten 18. Jahrhundert im Covent Garden Magazine zu finden ist. Loo galt bei den reichen Müßiggängern der damaligen Zeit als toller Zeitvertreib, erwarb sich jedoch im 19. Jahrhundert einen sehr schlechten Ruf als potenziell bösartiges „Wirtshaus“-Glücksspiel.

## Etymologie
The Oxford English Dictionary zitiert einen Verweis auf Pam at Lanterloo aus dem Jahr 1685, und William Chatto zitiert eine niederländische politische Broschüre von etwa 1648 mit dem Titel Het herstelde Verkeer-bert verbetert in een Lanterluy-spel, mit einem Dialog, der das Spiel „Labate“ (daher wurde aus dem Französischen Triomphe La Bête, „The Beast“, in Cotton's Complete Gamester, siehe auch Labet) mit „Lanterluy“ gleichsetzt. Dies war die allererste Erwähnung des Spiels. Chatto zitiert auch eine Ballade aus Cumberland von 1777, in der es heißt: „Zu Lanter saßen die Kartenspieler auf dem Dachboden.“ „Lanter“ oder „lant“ war Drei-Karten-Loo.
Der Name „Pam“, der den ♣B in seiner vollen Funktion als ständigen obersten Trumpf im Fünf-Karten-Loo bezeichnet, steht für eine alte mittelalterliche komische Figur namens Pamphilus (lateinisch für ein griechisches Wort, das „von allen geliebt“ bedeutet) oder „Pamphile“, auf Französisch, die vom in Neuseeland geborenen englischen Lexikographen Eric Partridge als „alte Kupplerin“ beschrieben wurde.
Im norddeutschen Spiel Bester Bube legen ältere Regeln ebenfalls den Pik-Buben als obersten Trumpf fest, doch Mitte des 19. Jahrhunderts ist die befehlshabende Karte der Trumpf-Bube und der zweithöchste Trumpf der Bube derselben Farbe, der Unter-Bube.

## Beschreibung
Das Spiel wird von 3 bis 8 Spielern mit 52 Karten gespielt. Sie spielen um Stiche und können in jeder Runde passen oder mitspielen. Die Hauptvarianten sind Three-Card Loo („Drei-Karten-Loo“), Irish Loo („irisches Loo“) und Five-Card Loo („Fünf-Karten-Loo“). Das Geben und Spielen erfolgt immer im Uhrzeigersinn.

## Five-Card Loo

### Ziel
Der Pool wird durch den Einsatz des Gebers von fünf Spielmarken gebildet. Anschließend erhält jeder Spieler fünf Karten, und der nächste Karte wird als Trumpf aufgedeckt. Die Karten haben die gleiche Wertigkeit wie beim Whist, mit der Ausnahme, dass der Kreuz-Bube, genannt „Pam“, der höchste Trumpf ist. Ziel aller Spieler ist es, mindestens einen Stich zu machen, andernfalls erhöht sich der Pool.
Nachdem die Spieler ihre Karten gesehen haben, können sie diese entweder kostenlos aufgeben oder sich entscheiden mitzuspielen und verpflichten sich damit, mindestens einen Stich für ein Fünftel des Pools zu machen. Jeder Spieler, der keinen Stich macht, wird matsch („looed“) und muss fünf weitere Marken ins Pool eintragen. Dieser Strafbetrag zählt für die nächste Runde. Jeder Spieler muss die gleiche Anzahl ans Geben machen. Sollte jedoch beim letzten Geben einer Runde ein „Loo“ (der Betrag, den ein Spieler bezahlen muss wenn er verliert, aber keinen Stich gewinnt) fallen, wird das Spiel fortgesetzt, bis eine Spiel ohne „Loo“ übrig bleibt.

### Ansagen
- Vor dem Spiel gibt jeder Spieler der Reihe nach bekannt, ob er spielt oder seine Handkarten einwerfen möchte.
- Jeder, der mitspielt, darf 0 bis 5 seiner Karten aus dem Stock tauschen und darf weder ausgehen noch die Karten zurücktauschen.
- Wenn alle passen, gewinnt der Geber den Pool.
- Wenn ein Spieler tauscht und alle anderen passen, gewinnt der Tauscher den Pool.

### Gewinnkombinationen
Wenn jemand einen Pam-Flush (vier Karten einer Farbe mit dem Pam) hält, egal ob er diese zuerst ausgeteilt oder durch Ziehen von Karten erhalten hat, kann er den Pool abräumen, bevor er spielt. Anschließend wird neu ausgeteilt.
Die nächstbeste Hand ist ein Trump-Flush (fünf Karten einer Trumpffarbe), der den Pool abräumt, sofern es keinen Pam-Flush gibt; und es wird ebenfalls neu ausgeteilt.
Die nächstbeste Hand ist ein Flush anderer Farben, der den Pool abräumt; und es wird ebenfalls neu ausgeteilt.
Wenn einer dieser Flushes auftritt, wird jeder Gegner, mit Ausnahme derjenigen mit schlechteren Flushes oder Pam, wird matsch („looed“) und muss fünf Spielmarken in den Pool einzahlen.

### Spielverlauf
Wenn keiner dieser Flushes eintritt, wird das Spiel wie beim Whist fortgesetzt:
Der Spieler links vom Geber spielt zum ersten Stich aus. Er darf jede beliebige Karte ausspielen. Die anderen Spieler spielen im Uhrzeigersinn jeweils eine Karte zum Stich aus und müssen, falls vorhanden, eine Karte der ausgespielten Farbe spielen. Ein Spieler ohne Karte der ausgespielten Farbe kann eine beliebige Karte spielen, entweder abwerfen oder trumpfen (im Gegensatz zum Drei-Karten-Loo ist es nicht zwingend erforderlich, den Stich zu führen). Der Stich wird von der höchsten Karte der ausgespielten Farbe gewonnen, es sei denn, es wird ein Trumpf gespielt; in diesem Fall gewinnt der höchste Trumpf. Der Gewinner jedes Stichs spielt zum nächsten aus.
Wenn das Trumpf-Ass ausgespielt wird, sagt man üblicherweise „Pam, sei höflich“. Der Spieler mit der Pam wird dann gebeten, das Ass durchlaufen zu lassen.

### Auszahlungen
Wenn alle Karten ausgespielt sind, werden nur noch fünf Stiche gemacht. Alle Spielmarken im Pool werden proportional zu den Stichen unter den Spielern aufgeteilt, die diese Stiche halten. Jeder andere Spieler wird matsch, d. h. er muss fünf Spielmarken, den vom Geber in den Pool gelegten Betrag, für das nächste Geben in den Pool einzahlen.

### Optionale Regeln
- „Unbegrenztes Loo“. Jeder Spieler, der matsch ist, muss den gesamten Betrag des Pools zahlen.
- „Running Pam“. Pam ist der Trumpfbube anstelle des Kreuzbuben.
- „Muss-Spiel“. Wenn nur noch fünf Spielmarken im Pool sind, muss jeder spielen.
- Der Geber nimmt den aufgedeckten Trumpf und legt eine beliebige Karte ab, die stattdessen aufgedeckt wurde.

## Three-Card Loo
Jeder erhält eine Karte, und der Spieler mit der niedrigsten gibt. Zu Beginn des Spiels legt der Geber drei Spielmarken in den Pool, deren Wert bereits von den Spielern vereinbart wurde. Der Pool muss eine Zahl bilden, die ohne Rest durch drei teilbar ist, z. B. 3, 6 oder 9 Marken. Nachdem die Karten gemischt und abgehoben wurden, gibt der Geber jedem einzeln drei Karten, beginnend mit der Vorhand und dann linksum. Eine zusätzliche Hand, genannt „Dumby“ oder „Miss“, wird auf dem Tisch gelegt, die nächste Karte wird als Trumpf aufgedeckt.
Beim ersten Spiel, und wenn der Pool nur aus drei vom Geber eingesetzten Spielmarken besteht, spricht man von „Bold Stand“ („mutige Verteidigung“) oder „Force“ („Muss-Spiel“). Jeder muss seine Handkarten spielen, mit Ausnahme der Vorhand, die, falls sie dies vorzieht, Anspruch auf den Dumby hat und ihn gegen ihre eigene eintauschen kann. Bold Stand wird gespielt, um den Pool zu vergrößern. Spielen beispielsweise acht Spieler und fünf verlieren, wird ihnen der Betrag des Pools abgezogen, wodurch sich die Gesamtzahl der Spielmarken auf achtzehn erhöht. Das Geben geht linksum, und der Geber muss in jedem Fall drei Marken in den Pool einzahlen. Besteht der Pool aus mehr als den ursprünglich eingesetzten drei Marken, ist es freigestellt, ob gespielt wird oder nicht. Bevor der Geber seine eigenen Karten betrachtet, fragt er alle Spieler, beginnend mit der Vorhand, ob sie ihre eigene Handkarten spielen, den Dumby nehmen oder für diese Runde nicht spielen wollen. Lehnt die Vorhand den Dumby ab, hat der nächste Spieler diese Möglichkeit, und so weiter.
Lehnt ein Spieler das Spielen ab, muss er seine Karten dem Geber geben, der sie unter den Stapel legt. Niemand kann zurückziehen, nachdem er erklärt hat, ob er stehen bleiben möchte oder nicht. Wenn alle Spieler ihre Absicht erklärt haben, muss die Vorhand, die zwei Trumpfkarten hat, ausspielen. Am Ende des Spiels wird der Pool in drei Teile geteilt. Macht ein Spieler drei Stiche, gewinnt er den gesamten Pool; macht er zwei Stiche, gewinnt er zwei Drittel; macht er nur einen Stich, gewinnt er nur ein Drittel. Alle Spieler, die keinen Stich gemacht haben, sind matsch und bezahlen den gleichen Betrag, der vom Geber eingezahlt wurde. Wenn nur zwei stehen bleiben, muss der letzte Spieler vor dem Geber entweder mit seiner Handkarten oder den Dumby spielen oder den Pool an den Geber abgeben.
Eine optionale Regel ist das „club law“ („Kreuz-Gesetz“), wonach alle Spieler spielen müssen, wenn Kreuz als Trumpf aufgedeckt wird.

## Irisches Loo
Es gibt kein Dumby, aber jeder Spieler kann seine Karten tauschen, wie beim Pam-Loo. Die übrigen Regeln sind dieselben wie beim Drei-Karten-Loo.

## Varianten

### Unlimited Loo
Jeder Spieler, wenn er matsch (looed) wird, muss den gesamten Pool-Betrag bezahlen, bis ein „Bold Stand“ eintritt. Dies kann nur passieren, wenn drei Spieler stehen bleiben und jeder einen Stich gewinnt, oder wenn zwei Spieler spielen und einer zwei Marken und der andere nur einen erhält. Der Geber, der zuletzt im Spiel ist, hat immer den Vorteil, zu wissen, wie viele Marken er setzen soll, bevor er sich entscheidet. Es kommt auch vor, dass bei einem hohen Betrag im Pool keiner der Spieler es für sicher hält, zu stehen. In diesem Fall erhält der Geber den gesamten Pool. Diese Variante, auch als „Loo the Board“ bekannt, zwingt die Verlierer, den Betrag im Pool zu verdoppeln, wodurch dieser schneller wächst als bei anderen Loo-Varianten.
| Begriff             | Bedeutung                                         | Definition |
| ------------------- | ------------------------------------------------- | --- |
| Bold Stand          | Muss-Spiel                                        | Ein Spiel, bei dem jeder Spieler spielen muss, wenn nur noch um den Geber-Eintrag gespielt werden kann, um einen Loo für das nächste Spiel zu haben. Da dies häufig vorkommt, handelt es sich um einen Bold Stand.                                                    |
| Dumby               | Blinde                                            | Die übrige Handkarten, die in der regulären Reihenfolge ausgeteilt werden muss, entweder als erste oder vorletzte, und nicht nach der Laune des Gebers. |
| Force               | Muss-Spiel                                        | s. „Bold Stand“ |
| Heading the Trick   | den Stich übernehmen                              | Eine bessere Karte der ausgespielten Farbe spielen oder keine Karte der Farbe haben und diese mit Trumpf stechen. |
| Loo                 | Matsch                                            | Der von einem Spieler gesetzte Betrag, der entweder begrenzt oder unbegrenzt ist; bei unbegrenztem Einsatz bezahlt der Spieler den gesamten Einsatz; bei begrenztem Einsatz bezahlt er höchstens einen vorher vereinbarten Betrag, in der Regel den Preis des Spiels. |
| Looed               | gematscht                                         | Ein Spieler bezahlt den Einsatz, wenn er keinen Stich macht oder gegen eine der Spielregeln verstößt. |
| Miss                | Blinde                                            | s. „Dumby“ |
| Misdeal             | Vergeben                                          | Wenn der Geber einem Spieler mehr oder weniger als drei Karten gibt, in der falschen Reihenfolge austeilt oder beim Geben eine Karte zeigt. |
| Mouche              | „Fliege“ im Sinn eine bestimmte Kartenkombination | Ein Flush von vier Karten, dazu Pam. |
| Paying for the Deal | das Spiel bezahlen                                | Bei jedem neuen Geben legt der Geber drei Spielmarken oder den von den Parteien vereinbarten Betrag in den Pool; dies wird als „the price of the deal“ („Spielwert“) bezeichnet.                                                                                      |
| Pool                | Pot                                               | Der Pool besteht aus den Spielmarken, die für die Gebens gezahlt werden, und den Beträgen, die von den Spielern, die im vorherigen Spiel verloren haben, bezahlt wurden.                                                                                              |
| Revoke              | Renonce                                           | Wenn jemand, der die Farbe der ausgespielten Karte hat, aber diese nicht spielt. Also das ist ein Regelverstoß. |